# Андроновский Фёрдос
Андроновский Фёрдос — река в России, протекает в Пыщугском районе Костромской области. Правый приток реки Петровский Фёрдос.

## География
Река Андроновский Фёрдос течёт в лесах Пыщугского района. Через реку перекинут мост автодороги Р157. Устье реки находится у деревни Суворово в 18 км по правому берегу реки Петровский Фёрдос. Длина реки составляет 15 км, площадь водосборного бассейна 65 км². 

## Данные водного реестра
По данным государственного водного реестра России относится к Верхневолжскому бассейновому округу, водохозяйственный участок реки — Ветлуга от истока до города Ветлуга, речной подбассейн реки — Волга от впадения Оки до Куйбышевского водохранилища (без бассейна Суры). Речной бассейн реки — (Верхняя) Волга до Куйбышевского водохранилища (без бассейна Оки).
По данным геоинформационной системы водохозяйственного районирования территории РФ, подготовленной Федеральным агентством водных ресурсов:
- Код водного объекта в государственном водном реестре — 08010400112110000041622
- Код по гидрологической изученности (ГИ) — 110004162
- Код бассейна — 08.01.04.001
- Номер тома по ГИ — 10
- Выпуск по ГИ — 0